# Deutsche Volleyball-Bundesliga 1982/83 (Frauen)
Die Saison 1982/83 der Volleyball-Bundesliga war die siebte Ausgabe dieses Wettbewerbs. Der SV Lohhof konnte seinen Titel aus dem Vorjahr verteidigen und wurde zum zweiten Mal Deutscher Meister. Schwerte und Rüsselsheim mussten absteigen, Wiesbaden zog sich nach der Saison zurück.

## Mannschaften
In dieser Saison spielten zehn Mannschaften in der Bundesliga:
- SG/JDZ Feuerbach
- Godesberger TV
- SV Lohhof
- USC Münster
- VfL Oythe
- TG Rüsselsheim
- 1. VC Schwerte
- TuS Stuttgart
- TSV Vilsbiburg
- 1. VC Wiesbaden

Als Titelverteidiger trat der SV Lohhof an. Aufsteiger waren der VfL Oythe und der TuS Stuttgart.

## Tabelle
|     | Verein        | Punkte | Sätze |
| --- | ------------- | ------ | ----- |
| 1.  | Lohhof (M,P)  | 36:0   | 54:6  |
| 2.  | Oythe (N)     | 30:6   | 46:13 |
| 3.  | Münster       | 28:8   | 48:17 |
| 4.  | Godesberg     | 18:18  | 31:42 |
| 5.  | Wiesbaden     | 16:20  | 27:37 |
| 6.  | Feuerbach     | 14:22  | 32:38 |
| 7.  | Stuttgart (N) | 12:24  | 25:41 |
| 8.  | Vilsbiburg    | 10:26  | 27:44 |
| 9.  | Schwerte      | 8:28   | 21:45 |
| 10. | Rüsselsheim   | 8:28   | 19:47 |

|     | Absteiger in die 2. Bundesliga bzw. Rückzug |
| (M) | Meister der Vorsaison                       |
| (P) | Pokalsieger der Vorsaison                   |
| (N) | Aufsteiger aus der 2. Bundesliga            |